# Abchazská fotbalová reprezentace
Abchazská fotbalová reprezentace reprezentuje Abcházii, neuznaný stát v dnešní Gruzii. Není členem FIFA ani UEFA, proto se nemůže účastnit mistrovství světa ani mistrovství Evropy. 
Je členem CONIFA, v roce 2016 vyhrála mistrovství světa CONIFA, které také hostila. V roce 2019 se umístila na 3. místě v Evropském poháru.

## Dějiny
Poprvé se mistrovství světa CONIFA zúčastnila v roce 2014. V roce 2016 ho hostila a zároveň vyhrála.

## Statistiky hráčů

### Nejlepší střelec
Počítají se pouze góly, které hráč vstřelil na turnajích CONIFA.
| # | Jméno              | Góly |
| - | ------------------ | ---- |
| 1 | Ruslan Shoniya     | 8    |
| 2 | Dmitrij Kortava    | 6    |
| 3 | Šabat Logua        | 5    |
| 4 | Ruslan Akhveldiani | 4    |
| 5 | Vladimir Argun     | 3    |
| 5 | Dmitrij Maskajev   | 3    |
| 5 | Astamur Tarba      | 3    |
| 5 | Amal Vardania      | 3    |

## Trenéři
- Jemal Gubaz (2007–2008)
- Juma Kvaratskhelia (2012–2017)
- Beslan Ajinjal (2017–2019)
- Beslan Gubliya (2020–)